# Amaranthus dubius
Амарант сумеречный (лат. Amaranthus dubius) — вид травянистых растений рода Амарант семейства Амарантовые.

## Описание
Растёт в основном в тропиках, в солнечных районах на культивируемых пустошах.
Amaranthus dubius — прямостоячая трава, достигает 60—90 см в высоту, имеет толстый дряблый стебель. Некоторые из листьев могут быть зубчатыми. Зеленовато-белые цветки собраны в многочисленные колосья. Семена быстро растут и созревают.

## Использование
Растение обычно используется для замены шпината. В некоторых районах Африки и на Барбадосе используется как припарка от гнойников и нарывов.